# Acetato de propila

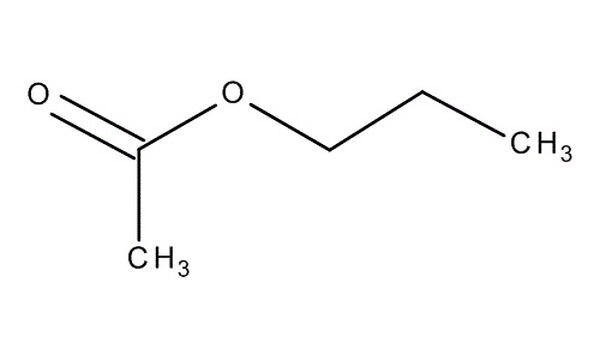
Acetato de propila

O acetato de propila, também conhecido como acetato de n-propila, é um composto orgânico pertencente à classe dos ésteres, com a fórmula molecular C₅H₁₀O₂. Apresenta-se como um líquido incolor, de odor característico suave e frutado sabor de pera, por isso é comumente utilizado como aromatizante e flavorizante em balas e gomas de mascar. É formado pela esterificação do ácido acético com o n-propanol, na presença de um catalisador, como por exemplo o ácido sulfúrico.

## Propriedades Físico-Químicas
Este éster possui um ponto de ebulição de aproximadamente 101 °C e uma densidade de 0,89 g/cm³ a 20 °C. É pouco solúvel em água, mas miscível com diversos solventes orgânicos, como álcoois, cetonas e éteres. 

## Síntese
O acetato de propila é comumente sintetizado pela reação de esterificação entre o ácido acético e o n-propanol, na presença de um catalisador ácido, como o ácido sulfúrico. Este processo é conhecido como esterificação de Fischer. 

## Aplicações
Devido ao seu aroma agradável, o acetato de propila é utilizado como aromatizante e flavorizante em balas e gomas de mascar. 

## Segurança e Manuseio
Classificado como líquido inflamável, o acetato de propila possui ponto de fulgor em torno de 14 °C. A inalação de seus vapores pode causar irritação nas vias respiratórias e, em concentrações elevadas, efeitos narcóticos, como tontura e sonolência. O contato prolongado com a pele pode resultar em ressecamento ou fissuras. É essencial manuseá-lo em áreas bem ventiladas, longe de fontes de ignição, e utilizar equipamentos de proteção individual adequados. 

## História da Descoberta
A descoberta específica do acetato de propila não está claramente documentada na literatura científica. No entanto, a classe dos ésteres, à qual pertence o acetato de propila, tem sido estudada desde o século XIX, com a esterificação de Fischer sendo descrita por Emil Fischer e Arthur Speier em 1895. 